# Mammillaria sphacelata
Mammillaria sphacelata ist eine Pflanzenart aus der Gattung Mammillaria in der Familie der Kakteengewächse (Cactaceae). Das Artepitheton sphacelata bedeutet ‚gebrannt, brandfarben, -braun‘.

## Beschreibung
Mammillaria sphacelata wächst häufig Gruppen bildend, die oft Polster von 50 Zentimeter im Durchmesser und mehr ausmachen. Die leuchtend grünen Triebe sind zylindrisch geformt und messen 2 bis 3 Zentimeter im Durchmesser. Die konisch geformten Warzen führen keinen Milchsaft. Die Axillen sind leicht wollig oder nackt. Die Dornen sind in der Regel elfenbeinfarben bis zu kalkig-weiß mit rötlich gesprenkelten Spitzen. Bis zu 4 Mitteldornen sind gerade und 4 bis 8 Millimeter lang. Die 10 bis 15 Randdornen sind 5 bis 8 Millimeter lang.
Die Blüten öffnen sich nicht sehr weit. Sie sind karminrot bis dunkelpurpurn. Die leicht gebogenen und keulenförmigen Früchte sind scharlachrot. Sie enthalten schwarze Samen.

## Verbreitung, Systematik und Gefährdung
Mammillaria sphacelata ist in den mexikanischen Bundesstaaten Puebla und Oaxaca verbreitet.
Die Erstbeschreibung erfolgte 1832 durch Carl Friedrich Philipp von Martius. Nomenklatorische Synonyme sind Echinocactus sphacelatus (Mart.) Poselg. (1853), Cactus sphacelatus (Mart.) Kuntze (1891), Neomammillaria sphacelata (Mart.) Britton & Rose (1923), Chilita sphacelata (Mart.) Orcutt (1926), Ebnerella sphacelata (Mart.) Buxb. (1951), Leptocladia sphacelata (Mart.) Buxb. (1962), Leptocladodia sphacelata (Mart.) Buxb. (1962) und Escobariopsis sphacelata (Mart.) Doweld (2000).
Es werden folgende Unterarten unterschieden:
- Mammillaria sphacelata subsp. sphacelata:
Die Nominatform hat Triebe mit einem Durchmesser von 3 Zentimeter.
- Mammillaria sphacelata subsp. viperina (J.A.Purpus) D.R.Hunt:
Die Erstbeschreibung erfolgte 1912 als Mammillaria viperina durch Josef Anton Purpus.[2] David Richard Hunt stellte die Art 1997 als Unterart zu Mammillaria sphacelata.[3] Die Unterart hat schlankere Triebe von bis zu 2 Zentimeter Durchmesser.

In der Roten Liste gefährdeter Arten der IUCN wird die Art als „Least Concern (LC)“, d. h. als nicht gefährdet geführt.

## Nachweise